# Nando Abad
Fernando Abad (Madrid, 1979), conocido como Nando Abad, es un guionista, creador de comedias de televisión y escritor español.

## Televisión
Es guionista y cocreador de la serie Muertos S.L., guionista y coproductor ejecutivo de Aída, guionista y cocreador de la serie El Pueblo, cocreador de Anclados y guionista de 7 vidas. Ha firmado el guion de más de ciento cincuenta capítulos de diferentes comedias emitidas en prime time y en plataformas. Ha sido docente en másteres de guion y en cursos sobre humor de diferentes universidades. En 2009 fue uno de los ganadores del premio al mejor guion de la Academia de Televisión, al que ha sido nominado en más ocasiones.

## Literatura
Es autor de las novelas de humor Lo que jode encontrarte un calcetín desparejado (Roca Editorial, 2020), publicada también en otros países como Serbia, e Ideas para parecer feliz (Roca Editorial, 2022).